# Portet-de-Luchon

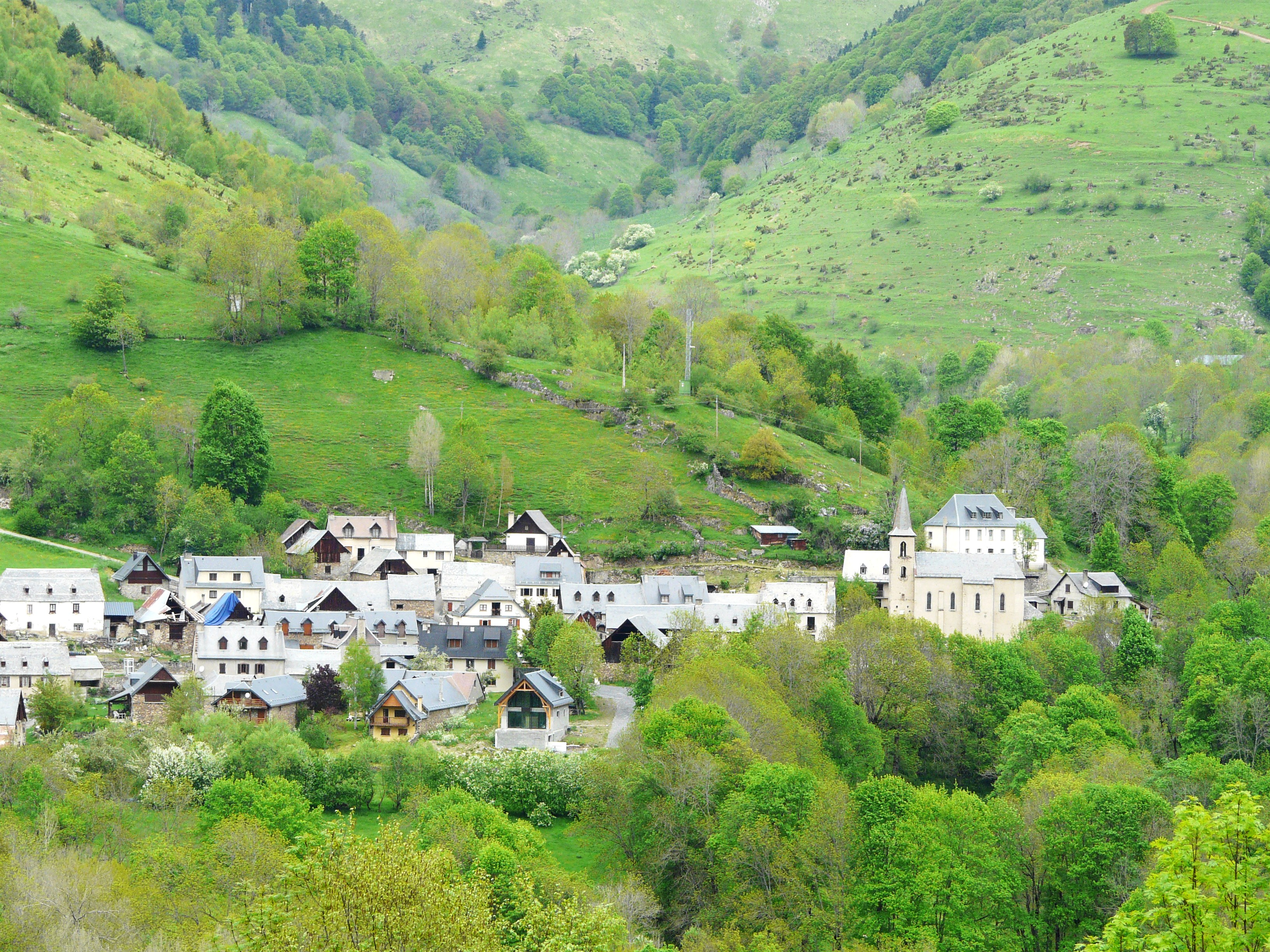

Portet-de-Luchon is een gemeente in het Franse departement Haute-Garonne (regio Occitanie) en telt 28 inwoners (2009). De plaats maakt deel uit van het arrondissement Saint-Gaudens.

## Geografie
De oppervlakte van Portet-de-Luchon bedraagt 4,0 km², de bevolkingsdichtheid is dus 7 inwoners per km².
De onderstaande kaart toont de ligging van Portet-de-Luchon met de belangrijkste infrastructuur en aangrenzende gemeenten.

## Demografie
Onderstaande figuur toont het verloop van het inwonertal (bron: INSEE-tellingen).